# Miloš Rejchrt
Miloš Rejchrt (* 19. října 1946 Ostrava) je evangelický farář a disident. V letech 1980–1981 byl mluvčím Charty 77. Kazatelsky naposledy působil (do 30. listopadu 2011) jako druhý farář ve farním sboru Českobratrské církve evangelické v Praze 8 - Kobylisích (Kostel U Jákobova žebříku). V Synodní radě Českobratrské církve evangelické zastával funkci druhého náměstka synodního seniora. Také působí jako překladatel z francouzštiny.
Působil ve folkové skupině Berani, napsal velké množství písní, řada z nich vyšla ve zpěvníku Svítá (1992). Je také autorem překladu písně Dezertér Borise Viana, kterou zpíval Jaromír Nohavica pod názvem Pánové nahoře. Objevil se též jako herec ve filmu Žert, který byl natočen v roce 1968. Hrál tam roli Alexeje, vojáka PTP.

## Životopis
Do pěti let vyrůstal v Trhovém Štěpánově a poté v Praze v Soukenické ulici na Novém Městě jako dítě kazatele žižkovského sboru Jednoty českobratrské a učitelky. Jeho otec pocházel z evangelického sboru v Semonicích, byl synem podruhyně a venkovského ševce. Miloš Rejchrt i oba jeho bratři vystudovali teologii a přestoupili zpátky k evangelické církvi, nejstarší Luděk po vystudování teologické fakulty, Pavel už před studiem teologie. Stejně tak i Miloš Rejchrt, který vstoupil do sboru ve Vršovicích ke konci svých gymnaziálních let.
Po gymnáziu absolvoval Komenského evangelickou bohosloveckou fakultu (1970). V prvních letech byl jeho spolužákem v ročníku mj. Vratislav Brabenec, na stejné fakultě také tou dobou studoval Svatopluk Karásek. Miloš Rejchrt již od základní školy psal vlastní písničky s křesťanskými texty, některé texty překládal (v roce 1965 mohl na měsíc vyjet do Francie, kde objevil písničku Dezertér Borise Viana), někdy psal texty k převzatým melodiím. Byl také v kontaktu s Jiřím Tichotou, se kterým sdílel oblibu ve spirituálech.
Asi v roce 1966 po zhlédnutí hry Václava Havla Vyrozumění založil po vzoru Semaforu Klub Divadla Na Zábradlí (fungoval do roku 1968), kde se poprvé s Havlem setkal. V roce 1968 hrál ve filmu Žert a v souvislosti s tím o něm napsal v reportáži i na úvodní straně časopis Mladý svět. Ve školním roce 1968–1969 studoval v Lausanne ve Švýcarsku. V posledním roce studií se 19. června 1970 u Martina ve zdi po více než dvouleté známosti oženil. V říjnu téhož roku byl ve stejném kostele společně s Tomášem Bískem ordinován synodním seniorem Václavem Kejřem. Od listopadu pak působil jako vikář v České Lípě.
Kvůli svým kontaktům na Jiřího Hochmana, který měl na Českolipsku chalupu, kde se Rejchrt setkal např. s Jiřím Dienstbierem či Ladislavem Lisem, se o něho začala zajímat StB, 29. února 1972 byl poprvé předveden k výslechu. K 30. říjnu 1972 byl zbaven státního souhlasu jako čtvrtý evangelický duchovní za normalizace (ale první, který nebyl zároveň trestně stíhán). Po odnětí souhlasu se stal topičem parních kotlů (až do roku 1989) a dál bydlel na faře a v českolipském sboru byl aktivní alespoň tak, jako by byl presbyterem. Po čase byl skutečně do staršovstva sboru zvolen a na jeden rok byl dokonce kurátorem. V roce 1976 se vrátil do Prahy, pracoval jako topič v Národním muzeu. V roce 1975 s manželkou adoptovali právě narozeného Daniela, v roce 1977 se jim narodila dcera Lucie, a poté dcera Anna.
O Vánocích 1976 Miloš Rejchrt podepsal Chartu 77, k podpisu mu ji donesl Jiří Němec. Hned druhý den jel s kopií do Brna, kde ji podepsala mj. Božena Komárková, Rejchrt pak Chartu šířil dál mezi členy evangelické církve, hlavně mezi faráři bez souhlasu, na podpisy dalších lidí v druhé vlně už ale vliv neměl. V letech 1980–1981 byl mluvčím Charty 77.
- 1990–1997 vikář v Praze 6 – Dejvicích
- 1997–1999 vedoucí náboženské redakce Českého rozhlasu
- 2000–2001 seniorátní farář, učitel na Evangelické akademii
- 2002–2006 farář u Salvátora v Praze
- 2006 – farář v Praze 9 – Horních Počernicích
- 2006–2011 farář v kostele U Jákobova žebříku v Praze 8 – Kobylisích

Od ledna 2000 do března 2000 a pak opět od dubna do prosince 2000 působil jako člen Rady České televize.
Vystupoval rovněž na podvečerech v Divadle Kolowrat, které pořádalo Masarykovo demokratické hnutí.